# クビワキンクロ
クビワキンクロ（Aythya collaris） は、カモ目カモ科スズガモ属に分類される鳥類。

## 分布
北アメリカ大陸中部で繁殖し、冬季になるとアメリカ合衆国・メキシコ・西インド諸島へ渡り越冬する。アメリカ北西部では留鳥として周年見られる。
日本での初めての記録は 1970年京都府亀岡市の平の沢池におけるもので、以降まれな冬鳥として、北海道、本州で時々記録されている。ヨーロッパ・カーボベルデ・モロッコ・日本などへ迷行した例がある。1977年に不忍池でも確認され、1984年以降7年連続で飛来が観察された例がある。2007年現在までに1990年に田辺市、1991年に猪苗代湖、1992年に斜里川河口、2006年に境港市の6地域で14例が目撃されている。1990年に陸前高田市でも目撃例があるが、同定や形態の記述が不十分で査読された論文で発表されていないことから不確実な記録とされる。また、2018年に町田市で、2020年から2025年にかけて横浜市旭区で複数のカメラマンにより雌1羽が撮影されている(町田市と横浜市旭区は近距離にあることから同一個体の可能性がある。)。2022年1月には愛知県知多市の佐布里池に雄１羽が飛来。3月下旬までマガモやホシハジロの群れの中で過ごした。

## 形態
体長約40cm。翼長オス19.5 - 20.6センチメートル、メス18.5 - 19.5センチメートル。後頭部が盛り上がった独特の形をしていることで、他種と区別できる。
オスの虹彩は濃黄色。メスの虹彩は淡褐色。

## 生態
内陸部にある池沼に生息すし、水面上で水草や甲殻類、水生昆虫などを食べる。植物質傾向が強い。
浮草や岸辺の水草の中に巣を作り、8 - 9個の卵を産む。抱卵期間は26 - 27日。